# Al-Badrashayn
al-Badrashayn är en stad i Egypten, och är en av de största städerna i guvernementet Giza. Folkmängden uppgår till cirka 80 000 invånare.